# استفانو لنتینی
استفانو لنتینی (ایتالیایی: Stefano Lentini؛ زادهٔ ۲۶ نوامبر ۱۹۷۴) یک آهنگساز، موسیقی‌دان، ترانه‌سرا و خواننده اهل ایتالیا است.
از فیلم‌ها یا مجموعه‌های تلویزیونی که وی در آن‌ها نقش داشته است می‌توان به استاد بزرگ اشاره نمود.